# Charles-Alexandre de Richery
Charles-Alexandre de Richery, est un ecclésiastique français, né à Allons le 27 avril 1759, décédé le 25 novembre 1830 à Aix-en-Provence, est évêque de Fréjus puis archevêque d'Aix-en-Provence.

## Biographie
Charles-Alexandre de Richery est issu d'une famille de la noblesse de Provence. Son frère, Joseph de Richery, entré dans la marine sous les ordres de son oncle, le comte de Grasse, et a terminé contre-amiral.

### Formation
Il a commencé ses études au collège des Oratoriens d'Aix-en-Provence. Ayant une vocation ecclésiastique, il a poursuivi ses études au séminaire Saint-Sulpice. Après avoir reçu la consécration des ordres, il est retourné en Provence où il est nommé, en 1784, chanoine du chapitre de la cathédrale Saint-Sauveur d'Aix-en-Provence, en remplacement de M. Creisset qui avait résigné en sa faveur.

### Principaux ministères
Charles-Alexandre de Richery a été chanoine d'Aix, puis, il se retire au monastère de La Trappe. Mais pour des raisons de santé, il revient à Aix-en-Provence, et à la demande de Jean-Baptiste Marie Scipion Ruffo de Bonneval, évêque de Senez, il devient vicaire général et administrateur du diocèse de Senez. 
Après les émeutes de décembre 1790 à Aix-en-Provence, le meurtre de Pascalis, il a quitté la ville pour se retirer au château de Fontcolombe, puis s'est retiré dans les montagnes pour administrer le diocèse de Senez. Il a quitté la France après la suppression des cultes pour se retirer à Rome et loger au couvent des Olivetains. Il y a connu les filles de Louis XV, Adélaïde de France et Victoire de France. Il est rentré en France en 1801. Sa famille ayant vendu le château d'Allons, il s'est fixé au château d'Éoulx où sa famille s'est retrouvée.
La Restauration l'a tiré de sa retraite. À la fin de 1815, il est apparu avec la députation du collège électoral des Basses-Alpes pour complimenter Louis XVIII et les membres de la famille royale. En 1816, il est à Toulon avec de La Tour, évêque de Moulins, et l'abbé Vigne, curé de Notre-Dame, pour recevoir les corps des filles de Louis XV, mortes à Trieste, pour les déposer dans les caveaux de la basilique Saint-Denis, le 21 janvier 1817.
Le diocèse de Fréjus a été supprimé par une bulle du pape du 29 novembre 1801. Par des discussions entre le Saint-Siège et le gouvernement français, des conventions sont passées le 11 juin 1817, il est décidé que le concordat du 13 juillet 1801 est remplacé par celui signé entre Léon X et François Ier. N'ayant pu obtenir un vote des chambres, les conventions du 11 juin 1817 sont restées sans effet. Le diocèse de Fréjus est recréé par une loi du 4 juillet 1821. Dans un consistoire tenu à Rome, le 16 mai 1823, Charles-Alexandre de Richery est nommé évêque de Fréjus. Le 2 juillet, le gouvernement français a ratifié cette nomination. Il a été sacré évêque de Fréjus dans la chapelle des Missions étrangères, à Paris, le 20 juillet 1823, par l'archevêque d'Aix Pierre-Ferdinand de Bausset-Roquefort. Le 22 juillet, il prête serment entre les mains de Louis XVIII. Il a fait son entrée dans la cathédrale de Fréjus le 1er octobre.
Il est promu archevêque d'Aix, le 27 juillet 1829. Il en prit possession le 12 septembre.

## Famille
- Louis-Cælius Riccieri ou Richeri, né à Rovigo dans l'État de Venise, vers 1450. Il s'est rendu en France à la demande de Charles VIII qui lui donne des marques de son estime. Jules César Scaliger a été son disciple qui parle de lui avec éloge. Il a composé plusieurs ouvrages. Il est mort à 75 ans en 1525[1].
  - Jacques de Richery, viguier et capitaine pour le roi à Saint-Maximin, s'est marié par acte du 16 octobre 1547 avec Catherine Roland ou des Rolands,
    - Roland de Richery, marié par acte du 7 août 1580 avec Madeleine Sauvaire, fille d'Éléazar, secrétaire du roi en la Grande chancellerie,
      - Jacques de Richery, marié par contrat du 3 mars 1613 avec Sibile de Peyruis, fille de Nicolas, seigneur de Montauroux, et de Jeanne de Cambe,
        - Jean de Richery a épousé par acte passé le 2 février 1642 avec Marguerite de Glandevès de Montblanc,
          - Jean-Annibal de Richery, s'est marié par contrat passé le 24 janvier 1667 avec Claire d'Aiguillon. Il a acquis la terre d'Allons et a été déchargé du droit de franc-fief par ordonnance de l'intendant de Provence Pierre-Cardin Lebret, en 1695,
            - François de Richery, seigneur d'Allons, marié par contrat du 22 novembre 1723, avec Ursule d'Henri, fille de noble Jean, seigneur de la Mottière, et de Françoise de Hondis, d'où :
              - Jean-Louis Alexandre de Richery, seigneur d'Allons, chevalier de Saint-Louis, qui a servi dans la cavalerie et était présent à la bataille de Fontenoy, marié le 1er septembre 1754 à Marie Lucrèce Marguerite de Grasse, fille de François-René de Grasse, seigneur de Briançon, et de Marie de Chailan[2] :
                - Joseph de Richery (1757-1799), contre-amiral,
                - Charles-Alexandre de Richery (1759-1830), évêque de Fréjus et archevêque d'Aix[3],[4].

              - Jean-Baptiste de Richery, capitaine au régiment de Bourbonnais,

            - Jean-Baptiste de Richery, capitaine au régiment de La Marine, mort sans postérité,

          - Armand de Richery, tenu sur les fonts baptismaux par le prince de Conti, Armand de Bourbon-Conti.

      - Hector de Richery, jurisconsulte. Il a dédié au parlement de Grenoble le livre De verborum obligationibus, imprimé à Lyon en 1553 sous le nom d'Hector Richer ou Hector Richerius (lire en ligne).

## Publication
- Notice sur Madame Delphine d'Auvare, morte nonagénaire le 27 décembre 1821, à Castellane, ancienne religieuse du couvent de la Visitation'de cette ville , supprimé en 1791, Pontier aîné, 1830.

## Armoiries
- de gueules, à l'oiseau d'argent perché sur un globe du même, au chef cousu d'azur, chargé de trois étoiles d'or, et en pointe d'une fasce d'argent.

## Hommage
- Rue de Richery, à Fréjus.